# Rana lemosespinali
Rana lemosespinali là một loài ếch trong họ Ranidae. Chúng là loài đặc hữu của México.
Môi trường sống tự nhiên của chúng là các khu rừng khô nhiệt đới hoặc cận nhiệt đới. Loài này đang bị đe dọa do mất môi trường sống.